# Sukowiyono (Padas)
Sukowiyono is een bestuurslaag in het regentschap Ngawi van de provincie Oost-Java, Indonesië. Sukowiyono telt 4177 inwoners (volkstelling 2010).